# Cantó de Les Anses-d'Arlet
El cantó de Les Anses-d'Arlet  és una divisió administrativa francesa situat al departament de Martinica a la regió de Martinica.

## Composició
El cantó comprèn la comuna de Les Anses-d'Arlet.

## Administració
| Període                                  | Identitat      | Partit | Qualitat |
| ---------------------------------------- | -------------- | ------ | -------- |
| 2001-2014                                | Eugène Larcher | RDM    |          |
| Les dades anteriors no són pas conegudes |                |        |          |